# Coralliophaga decussata
Coralliophaga decussata is een tweekleppigensoort uit de familie van de Trapezidae. De wetenschappelijke naam van de soort is voor het eerst geldig gepubliceerd in 1843 door Reeve.